# Ersatzlast

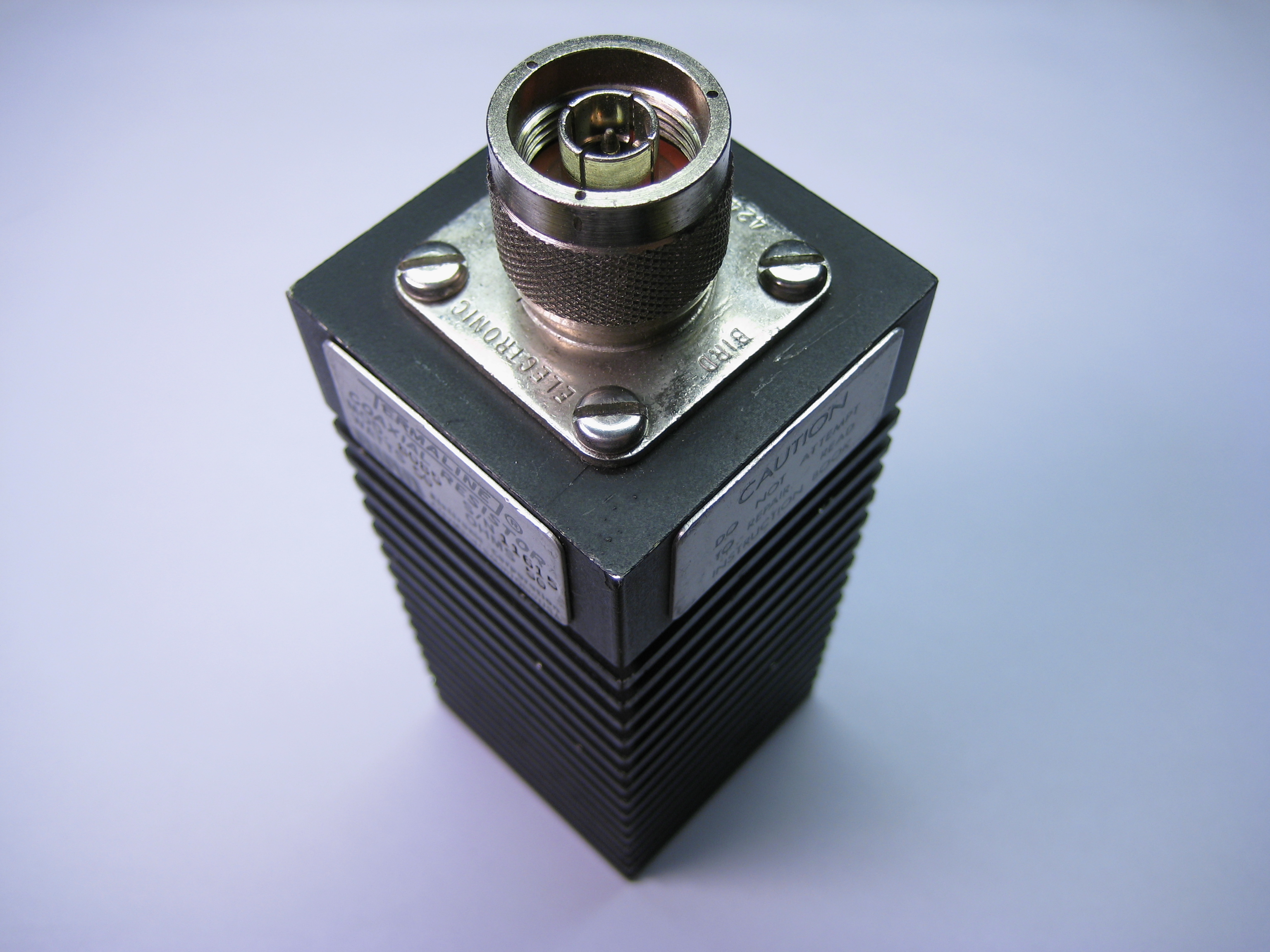
Bird-Dummyload mit N-Stecker

Der Ausdruck Ersatzlast (auch Ballast, englisch dummy load) bezeichnet eine künstliche Last in der Elektronik und in der Hochfrequenztechnik, welche ersatzweise für Testzwecke zur Simulation der elektrischen Eigenschaften einer realen Baugruppe, Last oder Antenne an ein zu untersuchendes Gerät (Stromversorgung, Sender) angeschlossen wird.

## Für Gleichstrom
Die Prüfung der elektrischen Eigenschaften und des Regelverhaltens bei Stromversorgungen erfordert zur Erzielung reproduzierbarer Ergebnisse meist die Belastung des Prüflings mit einem definierten, auch Schwankungen simulierenden Verbraucher. Ein solcher Verbraucher, dessen elektrische Eigenschaften der Prüfer vorgeben kann, und der auch als elektronische Last bezeichnet wird, ist eine Ersatzlast. Die in ihm umgesetzte elektrische Leistung wird  als Wärme abgegeben oder – bei großen Leistungen – auch in das öffentliche Netz rückgespeist.

## Für Wechselspannungen

### Hochfrequenz und Mikrowellen
Die Prüfung von leistungsfähigen Hochfrequenzsendern und -verstärkern erfordert zwingend den Anschluss eines Verbrauchers an den Sender, da dieser sonst durch Fehlanpassung (Stehwellenverhältnis >> 1) zerstört werden kann. Ohnehin sind bei offenem Senderausgang keine definierten Verhältnisse gegeben; eine Messung der Sendeleistung ist so nicht möglich. Der Anschluss einer Antenne für eine messtechnische Prüfung eines Senders verbietet sich aber, da sie wegen ihrer frequenzabhängigen Impedanz keine brauchbare Last für Sendermessungen über einen größeren Frequenzbereich darstellt. Außerdem wird durch die Verwendung einer echten Antenne das Sendersignal tatsächlich abgestrahlt, und andere Nutzer dieser Frequenz könnten davon gestört werden. Es ist daher sinnvoll, den Sender mit einem (nicht abstrahlenden) ohmschen Widerstand als Antennenersatz zu belasten. 
Dieser Abschlusswiderstand muss so beschaffen sein, dass er auch bei hohen Frequenzen seine Eigenschaften behält, d. h. keine kapazitiven oder induktiven Blindanteile aufweist. Außerdem muss dieser Widerstand in der Lage sein, die Sendeleistung vollständig in Wärme umzusetzen, ohne Schaden zu nehmen. Bei größeren Leistungen, im Bereich von 500 kW aufwärts, wird der Abschlusswiderstand als elektrisch schwach leitfähige Flüssigkeit realisiert, beispielsweise eine auf 70 °C temperierte Natronlauge, welche mit Pumpen umgewälzt wird.
Umgangssprachlich werden Ersatzlasten unter HF-Technikern als künstliche Antenne, Dummy Load und bei Hohlleitern auch als Wellensumpf bezeichnet.
Eine Ersatzlast ist auch notwendig, um ein Stehwellenmessgerät kalibrieren zu können.

HF-Ersatzantennen
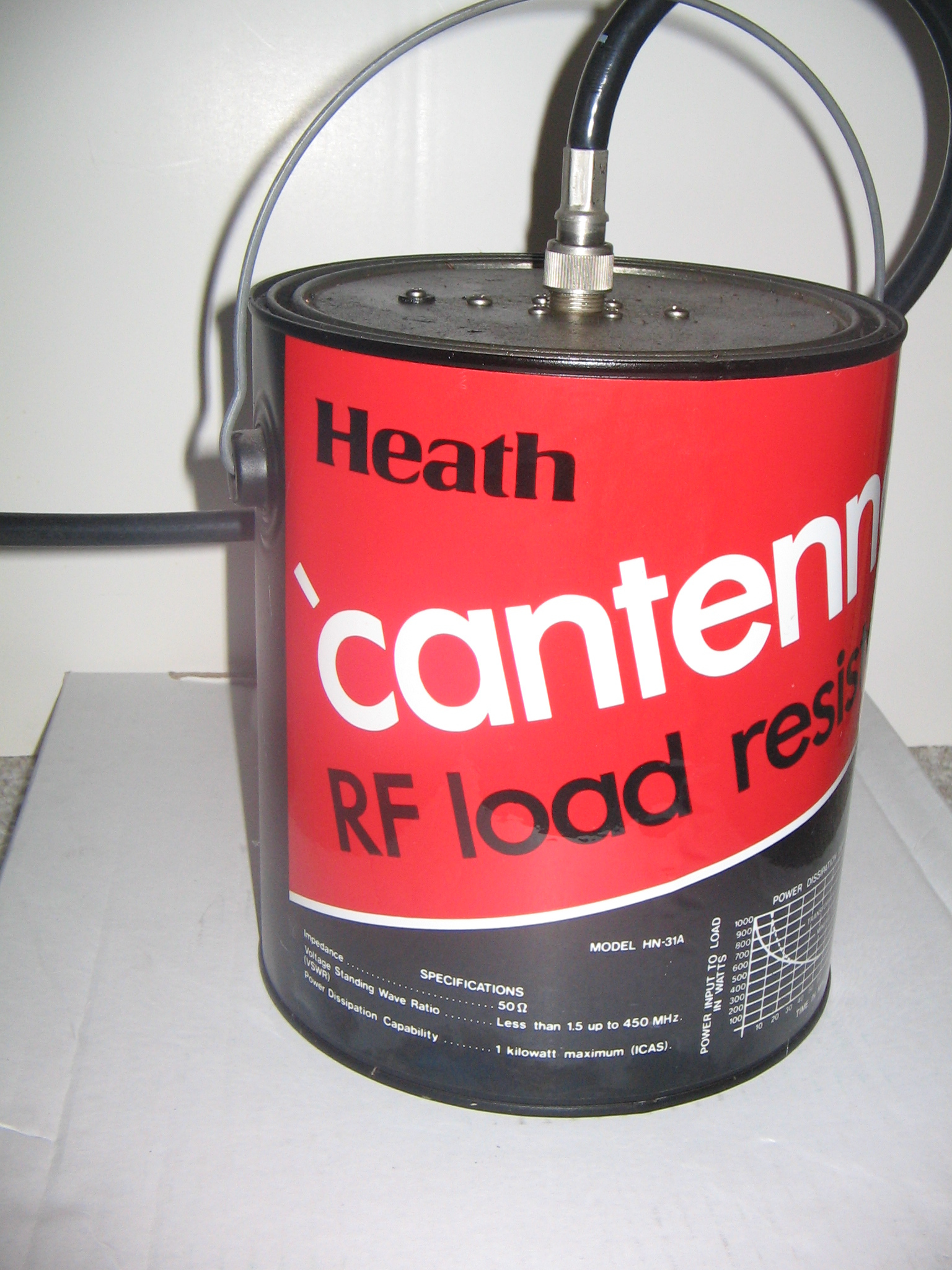
HF-Dummyload, verwendbar bis 30 MHz bei maximal 1 kW
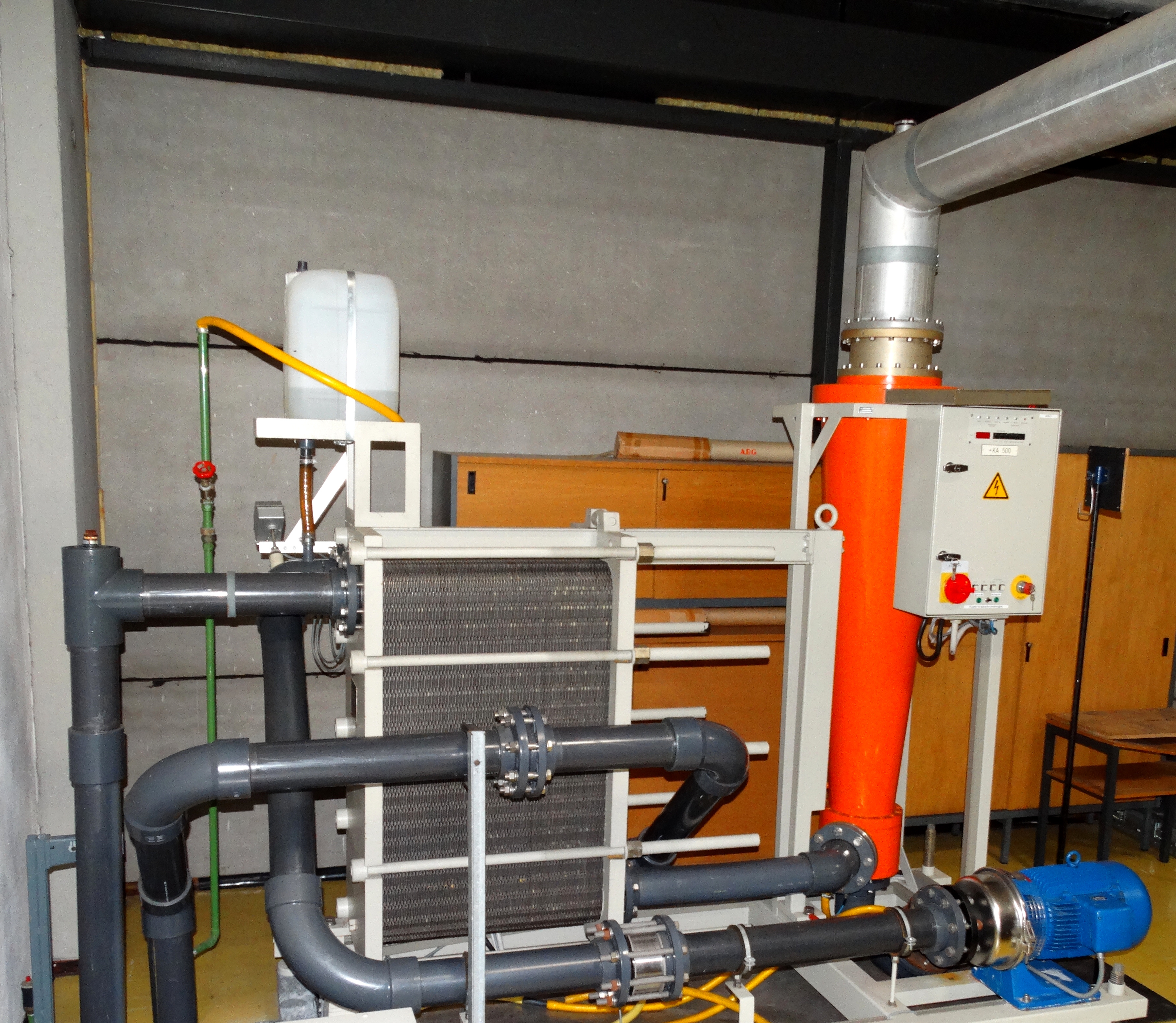
HF-Dummyload mit Natronlauge als Absorberflüssigkeit. Mit Pumpeinrichtung und Wärmetauscher am Sender Moosbrunn. Leistung 500 kW, für Mittel- und Kurzwelle

### Niederfrequenz

#### Audioverstärker

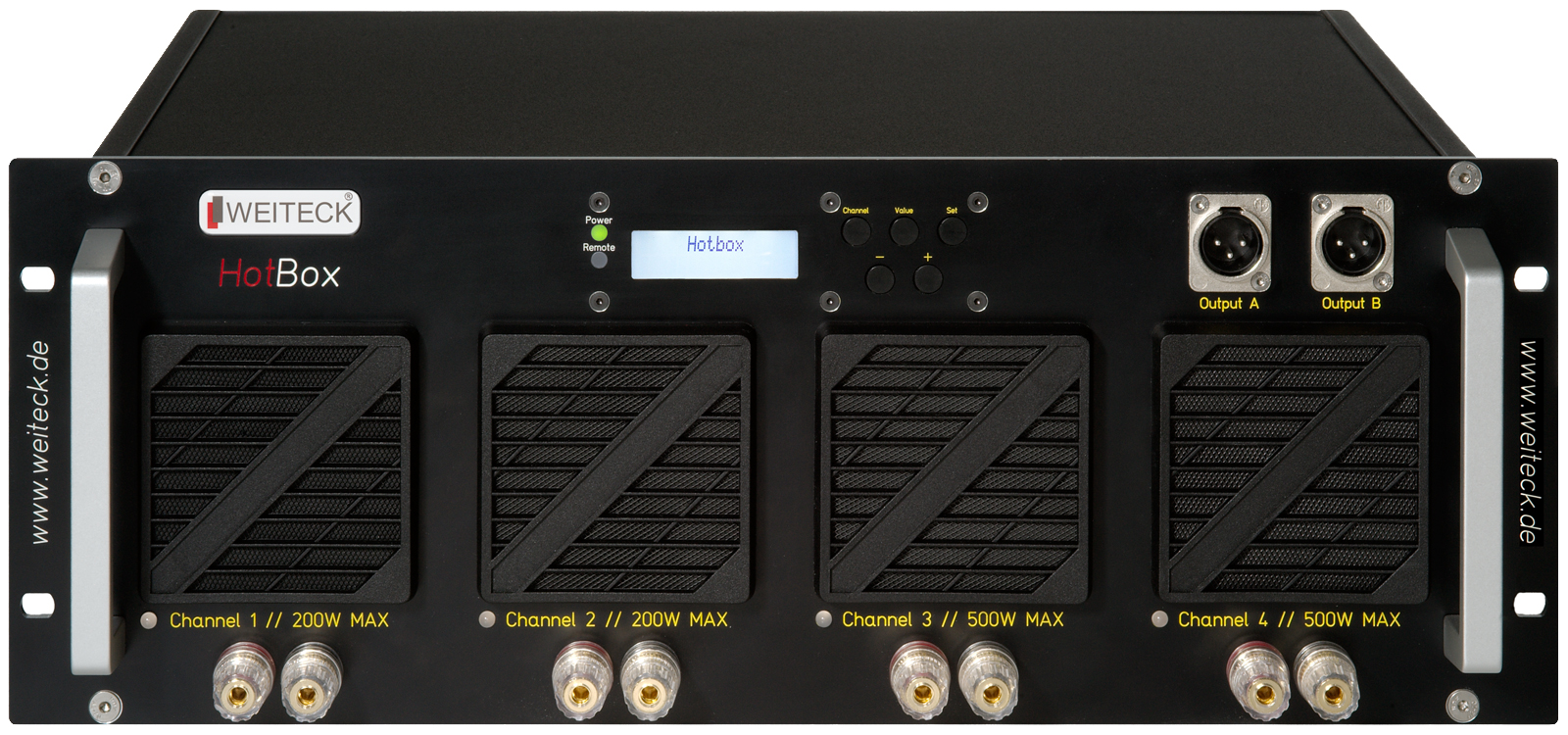
programmierbare HotBox Dummy Load, 0,5 bis 8 Ω, maximal 2 kW

Um Audioverstärker und -endstufen zu testen und zu spezifizieren, wird anstelle der Lautsprecher eine Ersatzlast angeschlossen.
Zur Schaffung definierter Verhältnisse am Ausgang des Verstärkers wird dieser mit einem Widerstand passender Größe und Belastbarkeit abgeschlossen. Man verwendet rein ohmsche Impedanzen, obwohl reale Lautsprecher oder -boxen auch komplexe Impedanzanteile aufweisen. Als ohmsche Last lassen sich nackte oder zementierte Drahtwiderstände einsetzen, da deren für Hochfrequenzanwendungen schädliche parasitäre Induktivität im Audio-Frequenzbereich unkritisch ist.
Während Transistorverstärker auch mit offenem Ausgang betrieben werden können, ist bei Messungen an manchen Audio-Röhrenverstärkern mit Ausgangsübertrager der ständige Anschluss einer Ersatzlast wichtig, da solche Verstärker ohne Last bereits nach dem Einschalten Schaden nehmen können.
In letzter Zeit wurden für den Test von Audioverstärkern auch einstell- und automatisierbare Dummy-Loads entwickelt. Diese ermöglichen z. B. Messungen in automatisierten Testumgebungen.

#### Netzspannung
Zum Test von Stromaggregaten, Wechselrichtern und Generatoren benötigt man eine Ersatzlast, die einen elektrischen Netzspannungsverbraucher simuliert.

## Als Schutzeinrichtung
Ersatzlasten werden z. B. an Ladereglern zum Schutz des Generators eingesetzt. Um zu verhindern, dass der Generator unbelastet läuft, wird er nicht von einer vollständig geladenen Akkubank getrennt, sondern seine Leistung in der Ersatzlast umgesetzt. So vermeidet man z. B. bei Windgeneratoren, dass diese sich durch zu hohe Drehzahlen im Leerlauf selbst zerstören.